# 煙幕

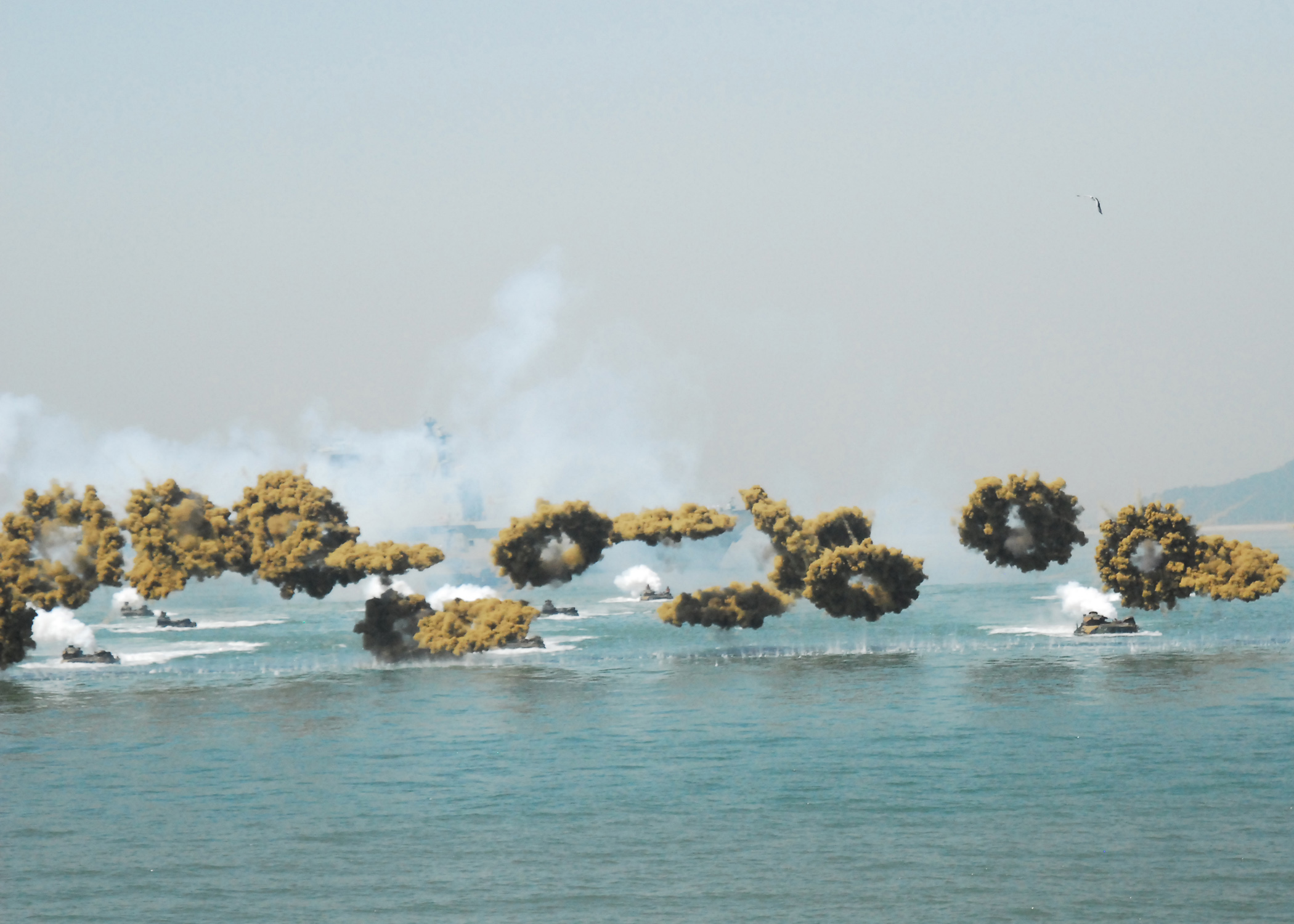
発煙弾を用いて煙幕を展開する水陸両用部隊

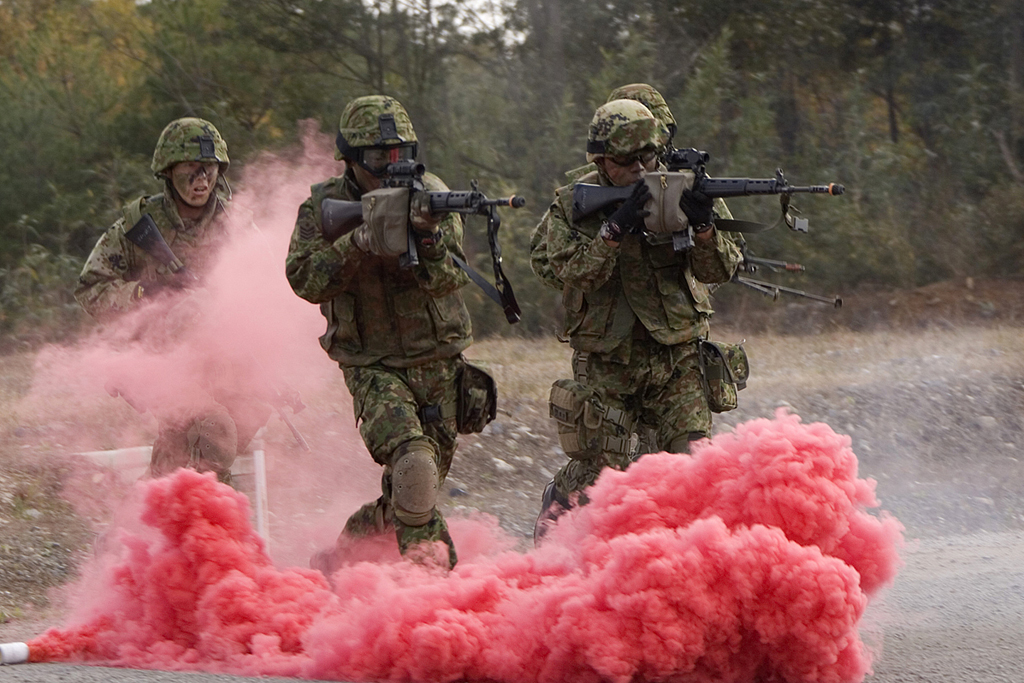
色の付いた煙幕

煙幕（えんまく、smoke screen）は、軍事部隊などの活動や位置を隠蔽するために発生させる煙である。
もっとも一般的な形態として、小さな缶状の発煙弾がある。この発煙弾から放出される白色もしくは有色の、非常に濃い煙は微かな風でも拡散し、周辺領域を満たすように設計されている。

## 概要
煙幕は古くから、敵の照準に対して自らの活動を隠すことを主目的として用いられてきた。日本では忍者が使う手投げ煙幕弾（煙玉）が知られており、江戸時代前期に成立した忍術書「万川集海」に「鳥の子」（卵の意）という煙玉の記述がある。2015年から行われた再現実験でも多量の白煙を出すことに成功している。また煙玉を模した玩具の煙幕花火も古くから親しまれている。
赤外線やレーザーを利用したセンサーが普及した20世紀末以後における近代戦では、より新たな目的に利用される。例えば、可視光線と同様に赤外線をさえぎることで赤外線に反応するセンサーや赤外線を利用した暗視装置に露見することを防ぎ、また、測距用や照準用のレーザーをさえぎることで車両や兵士に対する攻撃を防ぐことができる。空中にアルミ箔などを散布しレーダーの電波をさえぎるチャフも、センサー側の扱う波長に応じて散布する粒子の大きさが異なるだけで、原理的には煙幕と同様のものといえる。

## 発煙手榴弾
発煙手榴弾は、個人が煙幕を展開するために使用する小型の発煙弾である。主に歩兵部隊の自衛に使われる。

狼煙として使うために色をつけたものもあり、合図や場所の指示、目印などに使われる。
手榴弾本体は、上部と底部に煙を放出するための数個の穴をもった鉄製のシリンダーと発火装置から構成され、

シリンダー内部には煙を発生させるための混合物が約250-350グラム詰められている。
この赤、緑、紫、黄色などの色のついた煙を発生させるための混合物は、塩素酸カリウム、重炭酸ナトリウム、ラクトース、染料などからできている。また、煙そのものを作り出す物質としては、HC発煙混合物（六塩化エタン/亜鉛）またはTA発煙混合物（テレフタル酸）が用いられることが多い。
他の種類の発煙手榴弾として、爆発性のものがある。
これらは白リン（WP）で満たされており、爆発によって周囲に散布される。空気中でリンは、自然発火して明るい黄色の炎をあげながら激しく燃焼し、同時に大量の白煙（五酸化二リン）を発生させる。このWP手榴弾は、焼夷手榴弾の代わりとして用いられることもある。

## 発煙弾
大砲および迫撃砲用の発煙砲弾は、軍事目的で煙幕を発生させる主な手段のひとつであり、特に陸上戦で戦術上有効なものとされる。これらの迫撃砲は元来、通常弾を撃つためのものであり、発煙弾以外の専用装置を用意しなくてもよい。
砲発射の発煙弾は攻勢用で比較的遠方に持続的な煙幕を形成するのに対し、戦闘車両が装備する発煙弾発射機は不意遭遇･奇襲に備えた自己防御用が主で、小型の単発式発射筒を束ねて近距離に複数の発煙弾をばら撒き、一時的に濃密な煙幕を形成させる。

## 発煙装置

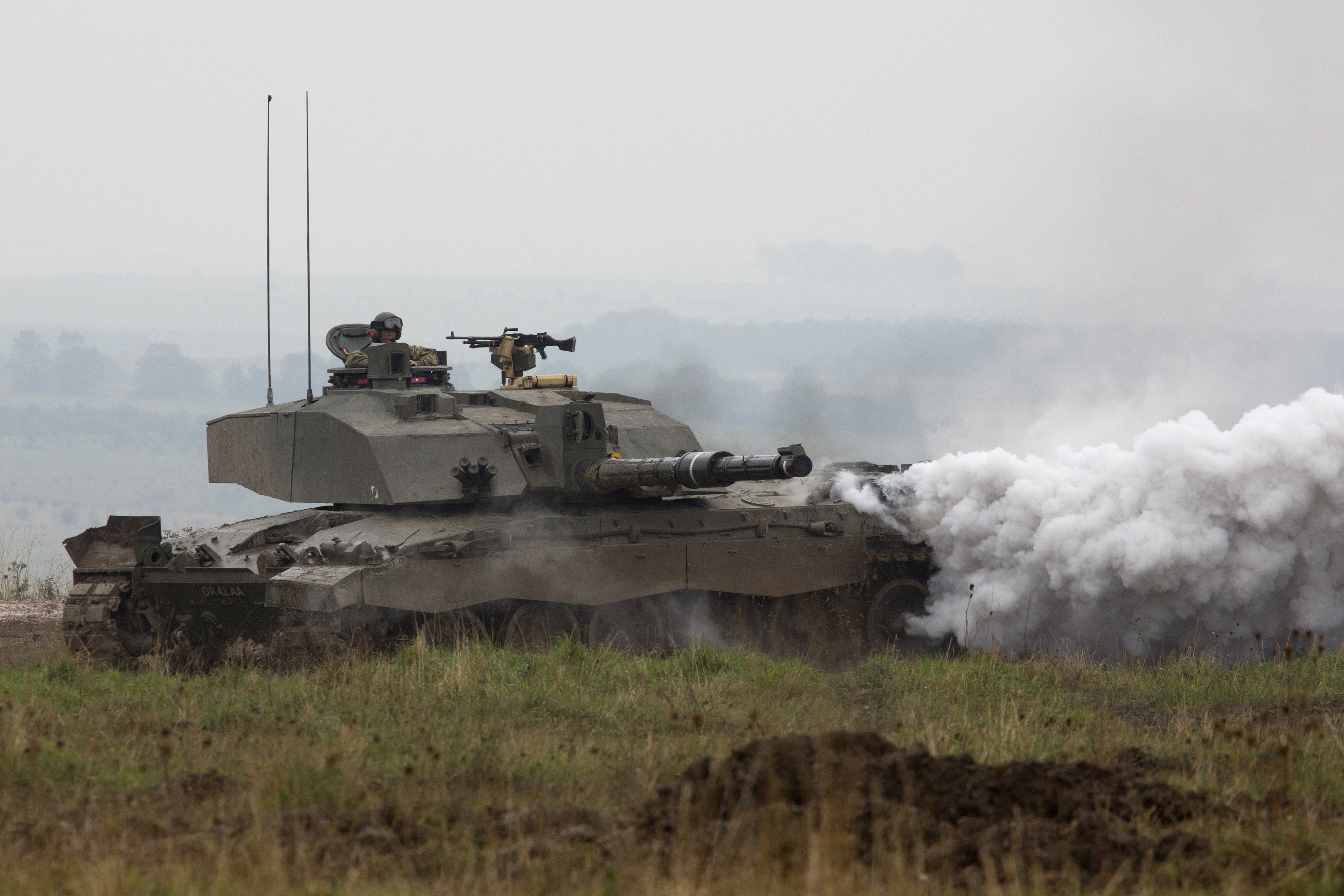
イギリス陸軍のチャレンジャー2が機体後部に搭載された発煙装置を使って煙幕を展開している様子。

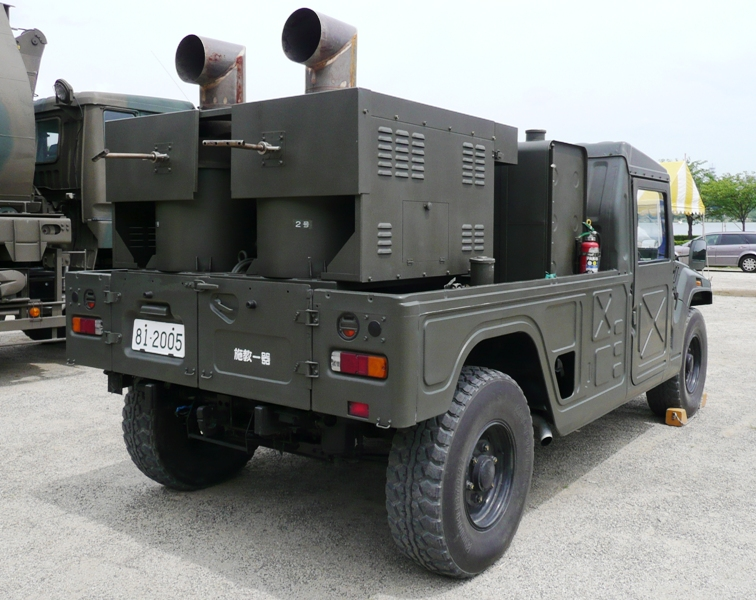
陸上自衛隊の発煙機3型を積んだトヨタ・メガクルーザー

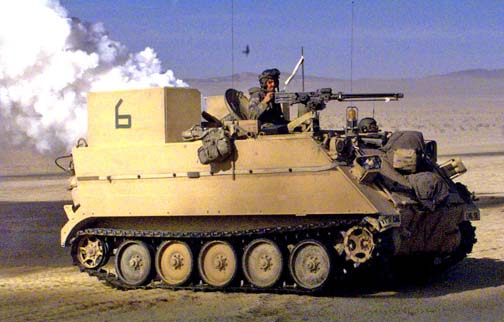
M113装甲兵員輸送車にM54 smoke generatorを2機搭載したM1059 Smoke Generator Carrier

発煙装置（smoke generator）によって、非常に大きく持続性のある煙幕が作られる。
発煙装置は、油、または油を基礎とした混合物を熱して蒸発させる機械で、その蒸気と外部の冷たい空気を任意の割合で混合し、コントロールされた液滴サイズを有する非常に濃い霧状の煙を発生させる。
最も単純な設計では、単にヒーター上で廃油を沸騰させるものであった。より洗練されたものとしては、加熱したプレート上に「Military fog oil」と呼ばれる油性の混合物を特別に調整されたノズルで吹き付け、重量あたりの隠蔽効果が非常に高い混合物を噴霧する構造である。適切な油を選択し、また、冷却率を緻密に制御することによって、可視光線をさえぎるために理想的に近いサイズの液滴を発生できる。
発煙装置がフォッグ・オイルを供給され続ける限り煙幕は維持され続け、また、多くの発煙装置を同時に使用することで、煙幕の高さをかなりの高度まで広げられる。一般的な例として、50ガロン（189リットル）入りドラム缶ひとつ分のフォッグ・オイルで、60マイル（96.6km）の土地を15分で不明瞭にできる。
ただし、比較的安価に大量の煙を発生することができる一方、発煙装置には多くの欠点がある。装置が発煙を開始するまでには時間約5-10秒ほどの時間を有し、火薬などに比べると非常に反応が遅い。また、装置そのものが煙が覆う地域の間際に位置することが必須となる。装置が重く携帯には向かない。こうしたの問題を解決するために、戦場に広く分散する固定されたポストを用いる方法や、あるいは特別に設計された車両を用いるアイディアが採用された。
発煙装置をトレーラーに搭載したり、車両の荷台に搭載することで機動性を高めたものもある。実際に用いられた車両の例としては、ハンヴィーを改装したM56 コヨーテや、M113装甲兵員輸送車を改装したM58 ウルフ、牽引式の発煙機2型、高機動車を改装した発煙機3型がある。

## 海軍方式
軍艦では、スモーク・スタック（smoke stack）に燃料油を直接噴射して簡単な発煙装置として用いることがある。
また、水に浮く大型の発煙筒を使用することもあり、これは、スモーク・ブイ（smoke buoy）と呼ばれる。
過去には、空気と接触して発煙する化学製品（例えば四塩化チタン）のスプレーが用いられたこともある。

## 発煙に用いられる化学物質

### 塩化亜鉛
塩化亜鉛による煙を生成するための最も一般的な組成物は、六塩化エタン、粒状アルミニウム、酸化亜鉛の混合物で、塩化亜鉛スモークミクスチャー（zinc chloride smoke mixtur、通称HC）と呼ばれる。
ここで生成される煙は灰白色をしており、塩化亜鉛、亜鉛酸塩化物、塩化水素から成り、空気中の湿気を吸収する。また、有機塩素、ホスゲン、一酸化炭素、塩素を含む。
その毒性は主に強酸性の塩化水素酸によるものだが、水と塩化亜鉛の反応によって産生した熱によっても生じる。高濃度の煙を吸入するのは非常に危険である。

### クロロスルホン酸
クロロスルホン酸（CSA）は、比重が重く強酸性の液体である。
空気中に散布されると、直ちに空気中の水分と反応して、塩化水素と硫酸の濃く白い霧を形成する。この白煙には目、鼻、皮膚に対して強い刺激がある。
CSAが水と接触すると強い発熱反応がおこり、全方向に腐食性の混合物を散乱させる。
CSAは強い腐食性を持つため、慎重な取り扱いが必要である。

### 四塩化チタン
四塩化チタン（FM）は、黄色をした不燃性で腐食性の液体である。
水分を含んだ空気と接触すると直ちに加水分解を始め、塩化水素の液滴とチタン酸塩化物の微粒子からなる濃い白煙を生じる。
チタン四塩化物の煙は刺激性で、呼吸に著しい不快感を伴う。
液体のFMを取り扱う際には防護服とゴーグル、人工呼吸装置の着用が必須とされる。
航空機から散布することで垂直の煙幕をつくるほか、第二次世界大戦中には軍艦が煙幕を形成する際に好まれた。

### リン
赤リンと白リン（WP）は、赤色もしくは黄白色の物質である。
赤白どちらのリンも、大砲の砲弾、爆弾、手榴弾として、煙幕を生成するのに用いられる。
白リンは空気と接触すると自然発火する性質があるため、焼夷弾として用いられる。
白リンの煙は概して非常に高温で、接触すると火傷を生じることがある。
赤リンはそれほど過敏ではなく、自然発火せず、また、煙による熱傷は生じない。
可燃性のリン組成物エアゾールは、熱画像処理システムに対する効果的な妨害手段となる。

### 油脂
油煙は通常、発煙装置によって作られる。
ここで作られる「煙」は、微小なサイズの油滴であり、より正確に表現するならば「煙」でなく「霧」である。フォッグ･オイルの燃焼させた場合よりも、フォッグ･オイルを空気中で加熱する、あるいは加熱したフォッグ･オイルを空気と接触させるほうがより多くの煙を発生させることができる。
煙を赤外線に対しても不透明にするためにフォッグ･オイルに黒鉛を添加することもある。
これによって熱線感知やレーザー測距に対しても遮蔽効果を得ることができる。
航空ショーでは切削油をエンジン排気の熱で加熱して気化させ、空中で急冷させることでスモークを発生させる方式が主流である。通常は白色の煙であるが、油溶性の染料を混合すると様々な色の煙を利用できる。ただし塗料が地上に落下して汚損させることがあり、市街地での利用には制限がある。環境への影響を考慮し若干高価ではあるが、パラフィンを使用するスモークも開発され、レッドブル・エアレース・ワールドシリーズなどで使われている。

### 染料
煙を着色することによって、幾つもの異なる意味を持つ信号を送ることができる。
1つまたは複数の染料と塩素酸カリウム、ラクトースなどの混合物（低温花火の内容物に近い組成である）を燃やすことによって発生する煙は、染料の微粒子によって形成された霧となる。
また、フォッグ・オイルに染料を添加することで、着色された煙幕を作れる。
典型的な白い煙幕には、二酸化チタンなどの白色顔料が使用されるが、二酸化チタンを他の顔料と置き換えることでさまざまな色の煙幕を作れる。
加熱されたフォッグ・オイルが空気と接触して凝縮する際に、顔料の分子が油の蒸気とともに懸濁され、着色された霧が発生する。
初期の煙幕発生実験では様々な顔料が試みられたが、最も軽く散在しやすい顔料として二酸化チタンが好適であることが判ってからは、兵士や艦船の所在を隠すという煙幕本来の用途に他の顔料が用いられることは少なくなった。
白以外の顔料によって着色された煙は、煙幕としてよりも信号を送るために用いられた。

## 偽装のための煙幕
- 1945年7月15日、北海道室蘭市内はアメリカ海軍の戦艦群による艦砲射撃（室蘭艦砲射撃）にさらされた。当初の攻撃目標にされていた日本製鋼所室蘭製作所は、前もって準備していた油に着火して煙幕を張り、着弾観測を行っていた偵察機に大きな被害を与えたものと誤認させることに成功している。なお、偵察機から連絡を受けた戦艦側は、攻撃目標を他の工場に移して極めて大きな被害（総死者数485人、うち市民439人）を与えたことから、煙幕による偽装が地域全体に被害軽減の効果をもたらしたかは不明である[3]。

## 歴史
- 蚩尤 - 中国神話の神。戦いのときに煙（霧）を生み出して、敵を混乱させる話がある。
- ワールシュタットの戦い - 1241年にモンゴル軍がヨーロッパで煙幕を使用している。
- マカオの戦い - 1622年、中国南東部にあるポルトガル居住地のマカオへ、オランダが煙幕に乗じて上陸作戦を行った。
- ドヴィナ川の戦い（英語版） - 1701年、スウェーデン王カール12世が渡河する際に事前に火を焚いたボートを流して煙幕を張っている。